# Joanna Clark
Joanna Clark (25 giugno 1976) è una pentatleta britannica.

## Palmarès
In carriera ha conseguito i seguenti risultati:
- Mondiali:

Mosca 2004: oro nel pentathlon moderno a squadre.